# グランパス (SS-523)
|           |                                                                         |
| 艦歴      |                                                                         |
| 発注:     |                                                                         |
| 起工:     | 1944年2月8日                                                            |
| 進水:     | 1944年12月16日                                                          |
| 就役:     | 1949年10月26日                                                          |
| 退役:     | 1972年5月13日                                                           |
| その後:   | ブラジルに売却                                                          |
| 除籍:     | 1972年5月13日                                                           |
| 性能諸元  |                                                                         |
| 排水量:   | 1,570トン（水上）、 2,414トン（水中）                                   |
| 全長:     | 311.8 ft (95 m)                                                         |
| 全幅:     | 27.3 ft (8.3 m)                                                         |
| 吃水:     | 15.3 ft (4.6 m)                                                         |
| 機関:     | フェアバンクス＝モース ディーゼルエンジン エリオット・モーター発電機4基 |
| 最大速:   | 20.25ノット (38 km/h)（水上） 8.75ノット (16 km/h)（水中）              |
| 航続距離: | 11,000カイリ（10ノット時） （19 km/h 時に 20,000 km）                   |
| 試験深度: | 400ft (120m)                                                            |
| 乗員:     | 士官、兵員69名                                                          |
| 兵装:     | 5インチ砲1門、20mm砲1門、 30口径7.62mm機銃2基 21インチ魚雷発射管10門    |

グランパス (USS Grampus, SS-523) は、アメリカ海軍の潜水艦。テンチ級潜水艦の一隻。艦名は歯クジラのシャチの古名またはハナゴンドウの学名に因んで命名された。アメリカ公文書はハナゴンドウを由来と明記している。その名を持つ艦としては7隻目。

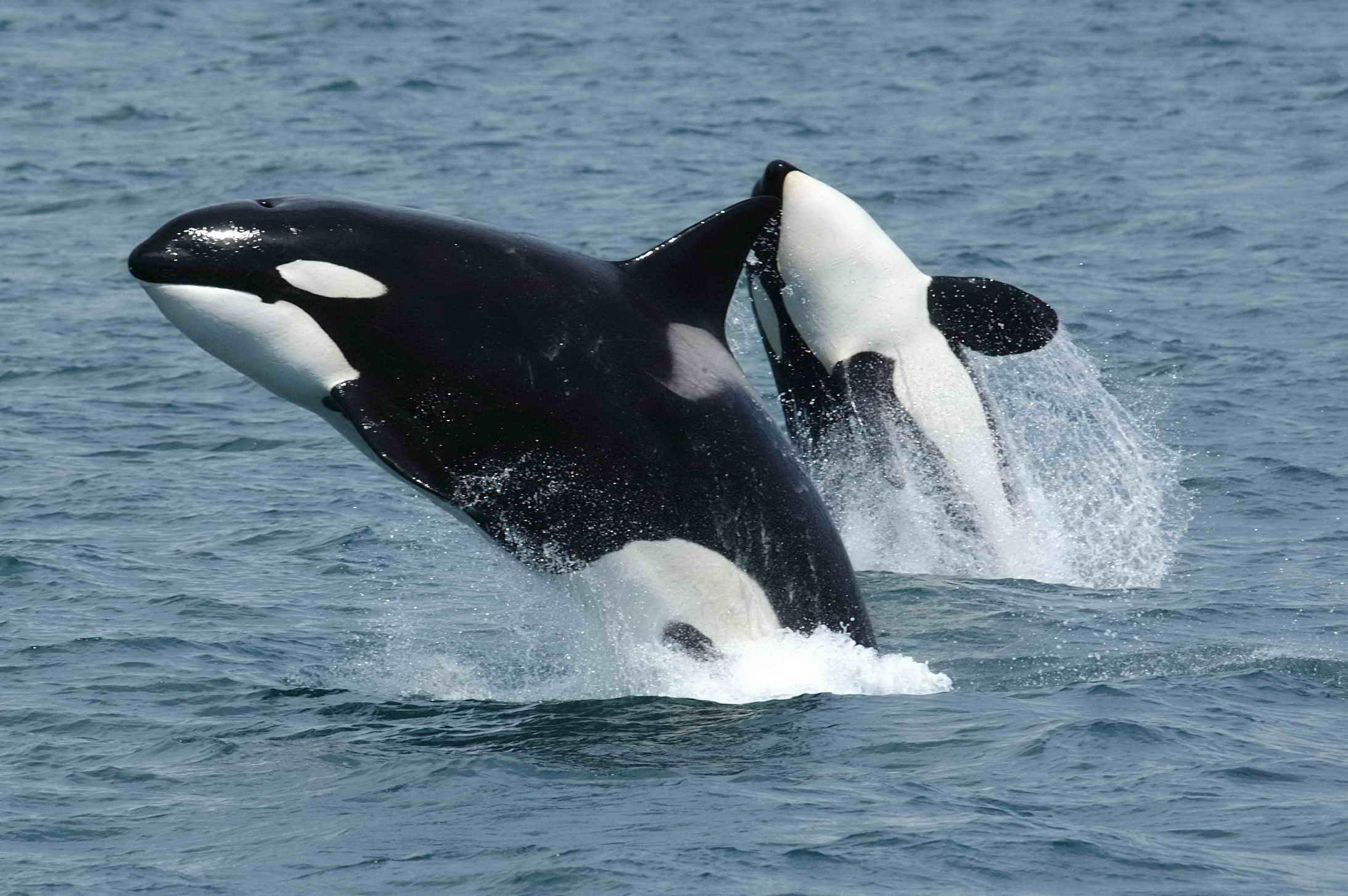
シャチ（古名Grampus、現代口語はKiller whale）

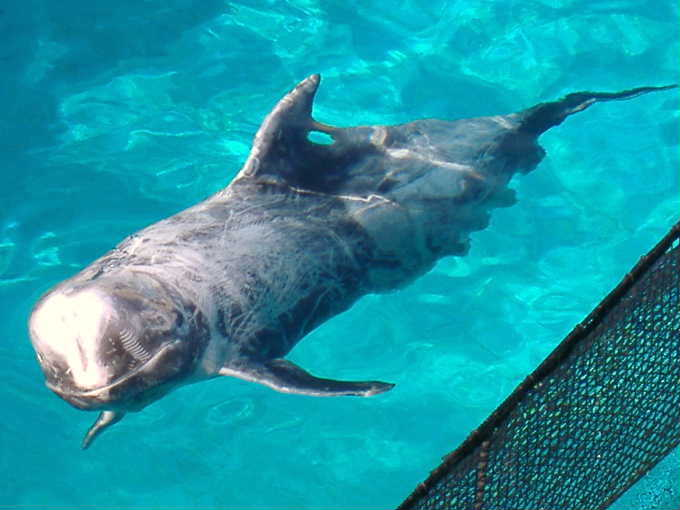
ハナゴンドウ（学名Grampus griseus）

## 艦歴
グランパスは1944年2月8日にボストン海軍工廠で起工し、1944年12月16日に進水したが、竣工前に第二次世界大戦は終了し建造は1948年まで中断された。1949年10月26日、シャーロット・リン・ウッドワード（クラーク・H・ウッドワード少将の妻。彼女は先代のグランパスの洗礼も行った。）によって洗礼を受け、同日艦長ジョージ・F・シャープ中佐の指揮下就役する。
新型のシュノーケルを装備したグランパスは、大戦中の艦隊型潜水艦と比較してより長時間の潜航が可能となり、 GUPPY 潜水艦のプロトタイプとして後の原子力潜水艦にも採用される多くの新機構が組み込まれた。就役後はバージニア州ノーフォークで第61潜水戦隊に加わり、東海岸およびカリブ海での様々な演習に参加した。その中には水雷および攻撃演習、シュノーケルの試験およびデモンストレーション、対潜水艦戦訓練が含まれた。グランパスはまた、初期の対潜水艦戦、対潜哨戒に関わる多くの開発に参加、貢献し、それは今日のアメリカ合衆国の防衛における重要な基礎を形成した。
1955年1月5日から4月2日までグランパスは単独で地中海への巡航を行った。グランパスはアルジェ、ナポリ、バルセロナ、マルタ、ベイルート、モナコおよびジブラルタルを訪問し、その後ノーフォークに帰還すると通常の訓練およびテストを再開、ポーツマスおよびフィラデルフィアで定期的なオーバーホールを行った。1950年代後半から60年代前半にかけてグランパスはノーフォーク沖の北大西洋で活動した。
艦長D・A・キルマー少佐の指揮下、グランパスは「アルファ」任務部隊と共に6週間の任務に就き、任務は1964年2月13日に完了した。4月3日、第6艦隊と共に地中海へ展開し、8月3日まで活動する。
その後バージニア岬沖で活動し、1965年4月中旬にオーバーホールのためフィラデルフィア海軍造船所に入渠した。秋に整調および回復訓練を行い、グランパスは東海岸沿いに作戦活動に従事、主として対潜水艦戦訓練に参加した。
1966年5月13日にノーフォークを出航し、大西洋東部および北ヨーロッパでNATOの対潜水艦戦演習に参加する。ノーフォークには8月30日に帰還し、グランパスはバージニア岬およびカリブ海での活動を再開、12月29日に修理のためフィラデルフィア海軍造船所に向けて出航した。作業が完了するとグランパスは大西洋艦隊での任務を再開した。

### ブラジル海軍で
グランパスは1972年5月13日に退役し、同日除籍された。その後相互防衛援助計画の下、ブラジルに売却された。ブラジル海軍ではリオ・グランデ・ド・スル (Rio Grande do Sul, S-11) と改名され、先代のリオ・グランデ・ド・スルに代わって就役した。
6年間の現役活動の後、リオ・グランデ・ド・スルは1978年11月16日にブラジル海軍を退役し、1981年6月18日に廃棄された。